# Juan Cuattromo
Juan Miguel Cuattromo (n. 13 de enero de 1983, Ciudad Autónoma de Buenos Aires) es un economista argentino que actualmente se desempeña como presidente del Banco de la  Provincia de Buenos Aires desde diciembre de 2019. A lo largo de su carrera ha ocupado diversos cargos tanto en el sector público como en el privado, además de ejercer la docencia en la Universidad de Buenos Aires. 

## Biografía
Es Licenciado en Economía por la Universidad de Buenos Aires (2006), donde también completó una maestría en Economía (2019). Realizó estudios de posgrado en el Institute for Capacity Development del Fondo Monetario Internacional y en la Escola de Administração Fazendária del Ministerio de Hacienda de Brasil.
Cuattromo ejerció como profesor ad honorem en la Universidad de Buenos Aires en las materias de Macroeconomía, Economía Internacional y Dinero, Crédito y Bancos. Ha publicado trabajos sobre dichos temas en medios especializados nacionales e internacionales.
En el ámbito privado, fue director socio gerente de la consultora Hcero (2018-2019), Director Independiente del Grupo Financiero Galicia (2013-2015) y ocupó posiciones en empresas como Pampa Energía y Edenor.

### Carrera en el sector público
En el año 2013, Cuattromo inició su carrera en el sector público de la mano de Axel Kicillof, entonces Ministro de Economía, quien lo designó como Subsecretario de Programación Macroeconómica en el Ministerio de Economía y Finanzas Públicas de Argentina.
En 2015, fue designado Director del Banco Central de la República Argentina (BCRA), cargo que ocupó hasta 2016. 

## Presidencia del Banco Provincia
En diciembre de 2019, Cuattromo fue nombrado Presidente del Banco Provincia por el Gobernador de Buenos Aires, Axel Kicillof. 
Bajo su gestión, el Banco Provincia ha desarrollado diversas iniciativas enfocadas en la inclusión financiera y la modernización de la entidad, enfocado en reforzar el rol de la entidad como motor de desarrollo para las pequeñas y medianas empresas de la provincia, así como en la implementación de medidas para apoyar a los sectores más vulnerables de la sociedad.. El producto insignia de su gestión es la billetera digital Cuenta DNI. 